# Irmãos Curió
Irmãos Curió é a alcunha pela qual são conhecidos os irmãos Evangelista dos Santos, filhos de João Evangelista dos Santos, integrantes de uma família de ricos comerciantes de São João Evangelista, Minas Gerais, que estabeleceram, entre os anos 1970 e 1980, um regime de terror naquela cidade, por meio da intimidação e do uso irrestrito da violência contra adversários e todos aqueles que se opunham a seus interesses políticos e econômicos.
Os Irmãos Curió, que ganharam notoriedade após deixar um longo rastro de sangue em toda a região — tendo ceifado a vida de, ao menos, um advogado, um dirigente de instituição financeira e dois comerciantes —, foram condenados pelo Poder Judiciário do Estado de Minas Gerais, em decisões irrecorríveis, por alguns dos muitos homicídios e outros ilícitos penais praticados, sendo ainda hoje investigados por outros crimes cometidos nos últimos anos.